# Agilolfingowie
Agilolfingowie – dynastia rządząca w państwie Bawarów od ok. 550 do czasu przejęcia władzy przez Karola Wielkiego w 788. Pierwszym władcą z tej dynastii poświadczony źródłowo był Garibald I. Agilolfingowie próbowali utrzymać niezależność wobec Franków, m.in. dzięki związkom z Longobardami.

## Drzewo genealogiczne Agilolfingów
- Garibald I lub Gerbaud (zm. 590) – diuk Bawarii (537–565 i 567–590); m. Waltrada, córka Vacona I, króla Longobardów; 
  - Gundoald – hrabia d'Asti
    - syn – hrabia d'Asti
      - Aribert I (Aripert I) – diuk d'Asti, od 653–661 król Longobardów
        - Théodota; m. Grimoald I, diuk Benewentu, w latach 662–671 król Longobardów
        - Pertaride (Pertharit) – w latach 661–688 król Longobardów
          - Cunibert (Cunincpert) – w latach 680–700 król Longobardów
            - Liutpert (zm. 703) – w latach 700–701 król Longobardów, abdykował

        - Gondibert (Godepert) – w latach 661–62 król Longobardów
          - Raginpert – diuk Turynu, następnie w 701 król Longobardów
            - Aribert II – w latach 701–712 król Longobardów

  - Grimoald I – w latach 590–595 diuk Bawarii
  - Teodelinda (zm. 626); 1m. Autaryk, kr. Longbardów; 2m. Agilulf, ks. Turynu, kr. Longobardów (+615)
  - Tassilon I – w latach 591–609 diuk Bawarii
    - Garibald II – w latach 609–640 diuk Bawarii
      - Teodobert – w latach 702–715 diuk Bawarii

    - Agilulf – w latach 609–630 diuk Bawarii
    - Teodon IV – diuk Bawarii
    - Teodobald – w latach 609–640 diuk Bawarii; Riche podaje, że poniższe potomstwo wywodziło się od Teodona IV
      - Agilulf (ur. ok. 670, zm. ok. 726) – hrabia Vintzgau
        - Hado (ur. ok. 695, zm. ok. 754) – hrabia Vintzgau; ż. Gerniu ze Szwabii (ur. ok. 700, zm. ok. 743)
          - Ruadpert  (zm. 785)
          - Gérold I (ur. ok. 725, zm. 786) – hrabia Vintzgau; ż. Imma (zm. 778),  c. Nébi, diuka Alamanów
            - Gerold II (zm. 1 września 799) – hrabia Vintzgau
            - Udalryk (zm. ok. 824)
              - Gerold III (zm. po 826)

            - Hildegarda (ur. ok. 758, zm. 30 kwietnia 783); m. w Aix-la-Chapelle 771 Karol I Wielki, kr. Franków (ur. 2 kwietnia 748, zm. 28 stycznia 814)
            - Hadrian (ur. ok. 760, zm. przed 10 listopada 821) – hrabia palatyn reński, hrabia Orleanu; ż. Waldrada, c. Lamberta III, hr. Wormsgau
              - Wiltruda (Waudree) (ur. ok. 790, zm. ok. 834); m. ok. 808 Robert III, hrabia w  Wormsgau i Oberrheinsgau
              - Odo (ur. ok. 790, zm. 834) – hrabia Orleanu; m. Engeltruda, c. Leutharda I, hr. Fézensac
                - Ermentruda (ur. ok. 825/27 września 830 w Orleanie, zm. 6 października 869 w Saint-Denis); m. w Quierzy 14/17 grudnia 842 (rozw. 867) Karol II Łysy, kr. Francji (ur. 13 czerwca 823 zm. 6 października 877)
                - Engeltruda; m. Aubry z Gatinais, senior Sens, wicehrabia Orleanu
                - Wilhelm (zm. 866) – hrabia Orleanu
                  - Odo (zm. 906) – hrabia Chartres

      - Grimoald II
      - Tassilo II – w latach 702–730 diuk Bawarii
      - Swanahilda lub Sonichilda (zm. ok. 740 – m. 725 Karol Młot (ur. 23 sierpnia 686, zm. 22 października 741)
      - Teodon V (zm. 702/720) – w latach 680–702 diuk Bawarii; ż. Regentruda, córka palatyna Hugoberta
        - Hugobert – w latach 725–737 diuk Bawarii
          - (niektóre źródła podają, że ojcem był Gotfryd, diuk Alemanów) Odylo (zm. 748) – w latach 737–748 diuk Bawarii; ż. 741 Hiltruda (zm. 754), c. Karola Młota
            - Tassilo III – w latach 748–786 książę Bawarii, zmuszony do abdykacji przez Karola Wielkiego po buncie, zesłany z rodziną do klasztorów; ż. Liutberga (zm. 754), córka Dezyderiusza, króla Longobardów
              - Teodon
              - Teodebert

      - Teodobert – w latach 702–723 diuk Bawarii